# Друк, Мирча Георгиевич
Ми́рча Гео́ргиевич Друк (рум. Mircea Druc; род. 25 июля 1941, с. Почумбауцы, Рышканский район, Молдавская ССР, СССР) — молдавский политический и государственный деятель. Первый премьер-министр Республики Молдова (1990—1991) со дня обретения независимости, инициатор похода на Гагаузию в 1990 году.

## Биография
Родился 25 июля 1941 года в молдавской крестьянской семье в селе Почумбауцы Рышканского жудеца оккупированной Румынией Бессарабии. Окончил Ленинградский университет, Московский университет и аспирантуру Института Латинской Америки Академии наук СССР. По профессии — экономист, психолог, переводчик, владеет несколькими иностранными языками, в том числе четырьмя свободно. Работал на производстве и в высших учебных заведениях, занимался наукой.
В начале 70-х годов он был исключён из КПСС «за терпимое отношение к националистическим взглядам».
Просьбе ДРУКА М. Г. о восстановлении в партии - отказать. Оставить в силе решение Ленинского райкома КП Молдавии г. Кишинева от 27 июля 1973 г. ДРУКА М. Г. исключить из партии за терпимое отношение к националистическим взглядам, непринятие мер к их пресечению и утрату бдительности
Попытки восстановить его членство не увенчались успехом. Сохранилось факсимиле письма Друка 1974 года главе Комитета партийного контроля при ЦК КПСС А. Я. Пельше, в котором Друк пишет: «Я был, есть и буду коммунистом и поэтому обращаюсь к вам с просьбой вернуть мне партийный билет…»
В 1989—1990 годах, до избрания председателем Совмина МССР, М. Друк работал генеральным директором Национального центра экономического сотрудничества с зарубежными странами в Кишинёве.
С 25 мая 1990 года по 28 мая 1991 года занимал должность премьер-министра ССР Молдова. Одновременно в 1990 году был членом Президентского совета Республики Молдова и лидером парламентской фракции Народный фронт Молдовы. В декабре 1991 года становится председателем национального Совета воссоединения. В феврале 1992 года избирается председателем Христианско-демократического народного фронта Молдовы.

## Кабинет Друка
- Премьер-министр
  - Мирча Друк (25 мая 1990 — 28 мая 1991)
- Вице-премьер-министр, министр финансов
  - Валерий Муравский (6 июня 1990 — 28 мая 1991)
- Вице-премьер-министр
  - Константин Тампиза (25 июля 1990 — 28 мая 1991)
- Государственный министр
  - Георгий Гайндрик (23 июня 1990 — 28 мая 1991)
- Министр экономики
  - Константин Тампиза (6 июня 1990 — 28 мая 1991)
- Министр иностранных дел
  - Николай Цыу (6 июня 1990 — 28 мая 1991)
- Министр сельского хозяйства и пищевой промышленности
  - Андрей Сангели (6 июня 1990 — 28 мая 1991)
- Министр образования
  - Николай Мэткаш (6 июня 1990 — 28 мая 1991)
- Министр культуры и культов
  - Ион Унгуряну (6 июня 1990 — 28 мая 1991)
- Министр здравоохранения
  - Георгий Гидирим (6 июня 1990 — 28 мая 1991)
- Министр юстиции
  - Алексей Барбэнягрэ (6 июня 1990 — 28 мая 1991)
- Министр национальной безопасности (председатель Комитета Государственной Безопасности)
  - Фёдор Ботнару (6 июня 1990 — 28 мая 1991)
- Министр внутренних дел
  - Генерал Ион Косташ (6 июня 1990 — 28 мая 1991)

## Переезд в Румынию
4 июня 1992 года восстановил своё румынское гражданство по рождению. В том же году лишён депутатских полномочий.
В августе 1992 года переехал на постоянное место жительство в Румынию.
Был независимым кандидатом в президенты Румынии на выборах 27 сентября 1992 года, в результате которых набрал 2,75 % голосов избирателей.
В Румынии опубликовал ряд научных работ в области менеджмента и психологии управления. Является ярым противником существования государства Республики Молдова, так как считает её «незаконно отторгнутой СССР частью Румынии».